# Corydalis stricta
Corydalis stricta är en vallmoväxtart som beskrevs av Christian Friedrich Stephan och Dc.. Corydalis stricta ingår i släktet nunneörter, och familjen vallmoväxter. Inga underarter finns listade i Catalogue of Life.